# アニメ工房婆娑羅
有限会社アニメ工房婆娑羅（アニメこうぼうばさら）は、アニメーション制作のうち、作画作業の請負および背景画制作を主な事業内容とした日本の企業。

## 概要・沿革
あにまる屋（現：エクラアニマル）所属アニメーターの鈴木信一と美術監督の田村盛揮（田村せいき）を中心に、同社作画部門の一部と美術部門が独立する形で設立された。
かつてあにまる屋の同僚であった木上益治の繋がりもあり、めったに下請けを他社に委託しない京都アニメーション作品に、在京のアニメスタジオでありながら長く関与していた。

## 主な参加作品

### テレビアニメ
- それいけ!アンパンマン （1988年-）※途中から参加
- アストロボーイ・鉄腕アトム （2003年-2004年）
- スーパー・ロボット・モンキー・チーム・ハイパーフォース GO! （2004年-2006年）
- ギャラリーフェイク （2005年）
- 史上最強の弟子ケンイチ （2006年-2007年）
- 太陽の黙示録 （2006年）
- ミヨリの森 （2007年）
- CLANNAD-クラナド- （2007年-2008年）
- ゴルゴ13 （2008年-2009年）
- CLANNAD 〜AFTER STORY〜 （2008年-2009年）
- けいおん! （2009年）
- 涼宮ハルヒの憂鬱  (2009年 14話｢エンドレスエイト｣)
- Angel Beats! （2010年）
- けいおん!! （2010年）
- 日常 （2011年）
- LUPIN the Third -峰不二子という女- （2012年）
- 氷菓 （2012年）
- 中二病でも恋がしたい！ （2012年）
- 頭文字D Fifth Stage （2012年）
- Free! （アニメーションDoと共同制作、2013年）
- ご注文はうさぎですか?  (2014年)
- ハマトラ （2014年）
- 中二病でも恋がしたい!戀 （2014年）
- Free!-Eternal Summer- （アニメーションDoと共同制作、2014年）
- DRAMAtical Murder （2014年）
- 甘城ブリリアントパーク （2014年）
- カードファイト!! ヴァンガードG （2014年-2015年）
- NARUTO -ナルト- 疾風伝 （2014年-）
- おそ松さん（2015年-2018年）
- 3月のライオン（2016年-2018年）
- カードファイト!! ヴァンガードG ギアースクライシス編 （2015年-2016年）
- ルパン三世 PART IV （2015年-2016年）
- 無彩限のファントム・ワールド （2016年）
- カードファイト!! ヴァンガードG ストライドゲート編 （2016年）
- 響け!ユーフォニアム（2015年、2016年）
- 小林さんちのメイドラゴン（2017年）
- 学園ベビーシッターズ（2018年）
- カードファイト!! ヴァンガード （2018年）

### OVA
- 鴉 -KARAS- （2006年-2007年）

### 劇場アニメ
- 名探偵コナン 14番目の標的 （1998年）
- ティガー・ムービー プーさんの贈りもの（2000年）
- 劇場版AIR （2005年）
- あらしのよるに （2005年）
- 時をかける少女 （2006年）
- ピアノの森 （2007年）
- 涼宮ハルヒの消失 （2010年）
- 小鳥遊六花・改 〜劇場版 中二病でも恋がしたい!〜 （2013年）
- 劇場版　境界の彼方-I'LL BE HERE-－未来編－(2015年）
- 劇場版 響け!ユーフォニアム〜北宇治高校吹奏楽部へようこそ〜（2016年）

## 関連人物
- 鈴木信一
- 田村せいき